# Froschkönigbrunnen (Graz-Waltendorf)
Koordinaten: 47° 4′ 0,1″ N, 15° 28′ 1,4″ O

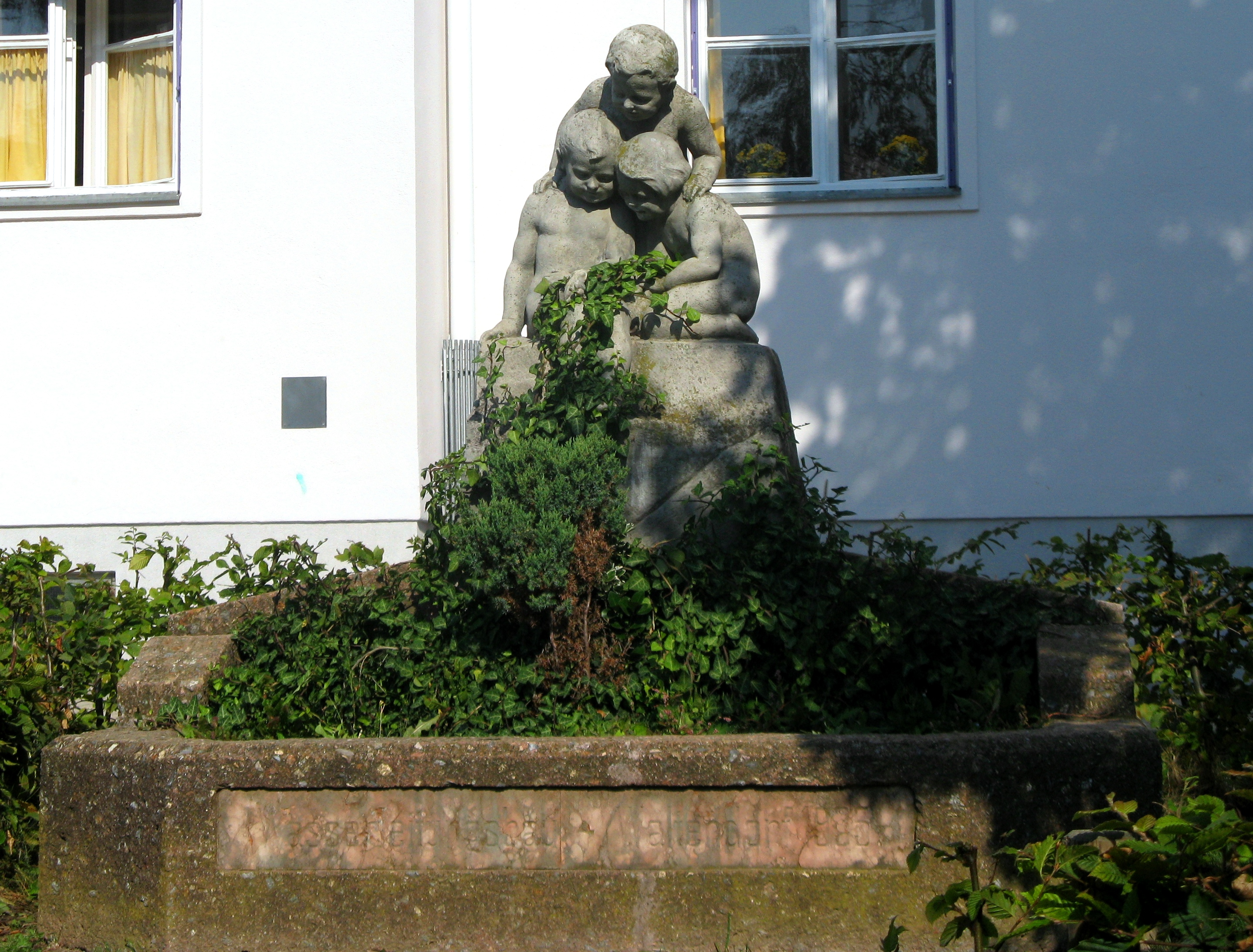
Froschkönig Brunnen
„Wasserleitungsbau – Waltendorf 1935“

Der Froschkönigbrunnen ist ein Gedenkbrunnen im neunten Grazer Stadtbezirk Waltendorf. Er steht auf einem kleinen Rasenstück vor dem Eingang zur Volksschule Waltendorf. Der Brunnen ist denkmalgeschützt.

## Geschichte und Gestaltung
Der vom Bildhauer Eduard Kubovsky (* 1866) angefertigte Brunnen wurde 1935 anlässlich der Erweiterung des Wasserleitungsnetzes von den Wasserwerken der Stadt Graz (seit 2010 Holding Graz genannt) der Gemeinde Waltendorf geschenkt. Ursprünglich handelte es sich um einen sogenannten Laufbrunnen. Heute führt er kein Wasser mehr, das Becken wurde als Blumenbeet zweckentfremdet.
Das Becken wird von der Inschrift „Wasserleitungsbau – Waltendorf 1935“ geziert. Die Figurengruppe besteht aus drei nackten, auf einem kleinen Felsen sitzenden, Kindern. Auf dem Knie des sitzenden Buben hockt ein Frosch, welcher ursprünglich eine Krone trug. Seinen Namen erhielt der Brunnen in Anlehnung an das Märchen „Der Froschkönig oder der eiserne Heinrich“ (aus der Sammlung der Brüder Grimm).